# بيير بيرسون
بيير بيرسون هو سياسي فرنسي، ولد في 22 يناير 1989 في نانسي في فرنسا. نشط حزبياً في الجمهورية إلى الأمام!. وقد انتخب نائب فرنسي عن دائرة Paris's 6th constituency ‏ وقد انضم خلال فترته النيابية ‏ (21 يونيو 2017 – ) للكتلة البرلمانية تكتل الجمهورية على الدرب ‏.